# Österreichische Alpine Skimeisterschaften 1947
Die Alpinbewerbe der Österreichischen Skimeisterschaften 1947 fanden vom 19. bis zum 22. Februar in Tschagguns in Vorarlberg statt. Zugleich wurden auch die Meister in den nordischen Disziplinen gekürt. Alle alpinen Rennen wurden auf der Grabser Abfahrt auf der Tschaggunser Mittagspitze ausgetragen. Die Spezialbewerbe sollten eigentlich auf der Kapellabfahrt am Hochjoch in Schruns gefahren werden. Sie wurden aber wegen der warmen Temperaturen auf die Grabser Abfahrt verlegt, wo auch die Kombinationsbewerbe stattfanden.
Diese Meisterschaften waren die ersten gesamtösterreichischen nach Ende des Zweiten Weltkrieges. Vom 22. bis zum 25. Februar des Vorjahres wurden in Eisenerz bereits „Bundesvergleichskämpfe“ durchgeführt, bei denen jedoch Sportler aus Tirol nicht starten konnten, weil ihnen von der französischen Besatzung eine Teilnahme untersagt worden war.

## Herren

### Abfahrt
| Platz | Name             | Zeit       |
| ----- | ---------------- | ---------- |
| 1     | Edi Mall         | 3:17,6 min |
| 2     | Engelbert Haider | 3:20,0 min |
| 3     | Herbert Zitterer | 3:21,0 min |
| 4     | Sepp Staffler    | 3:22,0 min |
| 5     | Karl Feix        | 3:26,2 min |
| 6     | Herbert Lezuo    | 3:28,2 min |

Datum: 22. Februar 1947

Ort: Tschagguns

Piste: Grabser Abfahrt

### Slalom
| Platz | Name               | Zeit        |
| ----- | ------------------ | ----------- |
| 1     | Egon Schöpf        | 1:42,34 min |
| 2     | Franz Gabl         | 1:42,56 min |
| 3     | Edi Mall           | 1:42,71 min |
| 4     | Anton Hinterholzer | 1:43,87 min |
| 5     | Eberhard Kneisl    | 1:44,36 min |
| 6     | Luis Seyrling      | 1:44,70 min |

Datum: 21. Februar 1947

Ort: Tschagguns

Piste: Grabs

### Kombinationsabfahrt
| Platz | Name             | Zeit       |
| ----- | ---------------- | ---------- |
| 1     | Edi Mall         | 3:01,0 min |
| 2     | Engelbert Haider | 3:06,4 min |
| 3     | Karl Feix        | 3:09,4 min |
| 4     | Eberhard Kneisl  | 3:12,0 min |
| 5     | Türtscher        | 3:15,0 min |
| 6     | Sepp Staffler    | 3:17,6 min |
| 7     | Lins             | 3:18,2 min |
| 8     | Sepp Bründlinger | 3:18,4 min |

Datum: 19. Februar 1947

Ort: Tschagguns

Piste: Grabser Abfahrt

Streckenlänge: 3500 m, Höhendifferenz: 1000 m

### Kombinationsslalom
| Platz | Name             | Zeit        |
| ----- | ---------------- | ----------- |
| 1     | Engelbert Haider | 1:45,31 min |
| 2     | Eberhard Kneisl  | 1:46,39 min |
| 3     | Edi Mall         | 1:46,74 min |
| 4     | Sepp Staffler    | 1:49,40 min |
| 5     | Karl Feix        | 1:50,77 min |

Datum: 20. Februar 1947

Ort: Tschagguns

Piste: Grabs

Höhendifferenz: 110 m

### Kombination
| Platz | Name             | Punkte |
| ----- | ---------------- | ------ |
| 1     | Edi Mall         | 394,48 |
| 2     | Engelbert Haider | 397,08 |
| 3     | Eberhard Kneisl  | 401,60 |
| 4     | Karl Feix        | 410,94 |
| 5     | Sepp Staffler    | 416,53 |
| 6     | Franz Gabl       | 422,30 |

## Damen

### Slalom
| Platz | Name             | Zeit        |
| ----- | ---------------- | ----------- |
| 1     | Resi Hammerer    | 1:57,46 min |
| 2     | Dagmar Rom       | 1:59,26 min |
| 3     | Erika Mahringer  | 2:00,85 min |
| 4     | Annelore Zückert | 2:03,94 min |
| 5     | Hilde Doleschell | 2:05,67 min |
| 6     | Trude Klecker    | 2:09,62 min |

Datum: 21. Februar 1947

Ort: Tschagguns

Piste: Grabs

### Kombinationsabfahrt
| Platz | Name             | Zeit       |
| ----- | ---------------- | ---------- |
| 1     | Dagmar Rom       | 3:00,3 min |
| 2     | Annelore Zückert | 3:02,2 min |
| 3     | Trude Klecker    | 3:10,4 min |
| 4     | Resi Hammerer    | 3:11,0 min |

Datum: 19. Februar 1947

Ort: Tschagguns

Piste: Grabser Abfahrt

Streckenlänge: 2500 m, Höhendifferenz: 700 m

### Kombinationsslalom
| Platz | Name             | Zeit        |
| ----- | ---------------- | ----------- |
| 1     | Resi Hammerer    | 2:06,55 min |
| 2     | Annelore Zückert | 2:08,93 min |
| 3     | Dagmar Rom       | 2:09,08 min |

Datum: 20. Februar 1947

Ort: Tschagguns

Piste: Grabs

Höhendifferenz: 110 m

### Kombination
| Platz | Name             | Punkte |
| ----- | ---------------- | ------ |
| 1     | Annelore Zückert | 438,20 |
| 2     | Dagmar Rom       | 438,96 |
| 3     | Resi Hammerer    | 444,10 |
| 4     | Trude Klecker    | 460,40 |